# أليسيا روزولوسكا
أليسيا روزولوسكا (بالبولندية: Alicja Rosolska) مواليد 1 ديسمبر 1985 في وارسو، هي لاعبة كرة مضرب بولندية بدأت مسيرتها كمحترفة سنة 2003 تلعب باليد اليمنى وتحتل حالياً المرتبة 1284 (8 فبراير 2016) في تصنيف رابطة محترفات كرة المضرب. شاركت في دورة الألعاب الأولمبية الصيفية.

## الخط الزمني للزوجي
مفتاح
| ف | ن | ن.ن | ر.ن | د# | د.م | ل | أ.أ | ت | غ | ب | ف | ذ | م.خ | ل.ت |

(ف) فاز بالبطولة (ن) وصل النهائي (ن.ن) نصف النهائي (ر.ن) ربع النهائي (د#) الأدوار الأربعة الأولى (د.م) دور المجموعات (ل) شارك في كأس ديفيز (أ.أ) خرج من الأدوار الاولى (ت) خسر التصفيات التأهيلية (غ) غاب عن الحدث أو البطولة (ب) حصل على ميدالية برونزية (ف) حصل على ميدالية فضية (ذ) حصل على ميدالية ذهبية (م.خ) بطولة الماسترز خُفضت إلى مرتبة أقل (ل.ت) البطولة لم تعقد في السنة المعينة.
لتجنب الارتباك وازدواجية الحساب، يتم تحديث هذه المعلومات إما في نهاية البطولة، أو عندما تكون مشاركة اللاعب في البطولة قد انتهت.
| الدورة                        | 2004 | 2005 | 2006 | 2007 | 2008 | 2009 | 2010 | 2011 | 2012 | 2013 | 2014 | 2015 | ف-خ   |
| ----------------------------- | ---- | ---- | ---- | ---- | ---- | ---- | ---- | ---- | ---- | ---- | ---- | ---- | ----- |
| دورات الجراند سلام            |      |      |      |      |      |      |      |      |      |      |      |      |       |
| بطولة أستراليا المفتوحة للتنس | غ    | غ    | غ    | د2   | د1   | د2   | د2   | د1   | د3   | د1   | د2   | د3   | 8–9   |
| دورة رولان غاروس الدولية      | غ    | غ    | غ    | د2   | د2   | د2   | د1   | د1   | د1   | د3   | د2   | د1   | 6–9   |
| بطولة ويمبلدون                | غ    | غ    | غ    | د1   | د2   | د2   | د2   | د2   | د2   | د1   | د1   | د1   | 5–9   |
| أمريكا المفتوحة               | غ    | غ    | غ    | د2   | د3   | د2   | د1   | د1   | د2   | د1   | د3   |      | 7–8   |
| فوز-خسارة                     | 0–0  | 0–0  | 0–0  | 3–4  | 4–4  | 4–4  | 2–4  | 1–4  | 4–4  | 2–4  | 4–4  | 2–3  | 26–35 |

## الميداليات
| الميدالية | المسابقة                      |
| --------- | ----------------------------- |
| فضية      | الألعاب الجامعية الصيفية 2009 |
| فضية      | الألعاب الجامعية الصيفية 2009 |

## روابط خارجية
- أليسيا روزولوسكا على موقع رابطة محترفات التنس (الإنجليزية)
- أليسيا روزولوسكا على موقع الاتحاد الدولي لكرة المضرب (الإنجليزية)
- أليسيا روزولوسكا على موقع كأس بيلي جين كينغ (الإنجليزية)
- أليسيا روزولوسكا على موقع بطولة ويمبلدون (الإنجليزية)
- أليسيا روزولوسكا على موقع خلاصة التنس.كوم (الإنجليزية)
- أليسيا روزولوسكا على موقع إي إس بي إن.كوم (الإنجليزية)
- أليسيا روزولوسكا على موقع اللجنة الأولمبية الدولية (الإنجليزية)
- أليسيا روزولوسكا على موقع أوليمبيديا (الإنجليزية)